# 內林加
內林加是立陶宛克萊佩達縣内的市镇，位于该国最西部，由庫爾斯沙嘴上的几个村庄组成，行政中心为尼达。市镇面積为90平方公里，2020年人口数量为3,530人。为立陶宛人口最少的市镇。

## 名字
本市镇的名字相对较新，在古老的文献中并无记载。现有名字来源于德语单词Neringe、Nerunge、Nehrung，而这些单词则来源于一门已消亡的波罗的语的单词nerija，意味“长形的半岛沙嘴”。
在2000年立陶宛市镇改革之前，本地就被称为内林加市，尽管这里并不是一个真正意义上的“城市”。在1961年苏联时期本地的四个聚居点组合为一个城市行政单位。

## 地理
内林加位于克莱佩达南边，与立陶宛本部之间隔着庫爾斯潟湖，且中間沒有橋樑。因而往來立陶宛本土和內林加需要乘坐渡輪，或者从俄罗斯加里宁格勒州经陆地到达。
市镇由几个城镇和村庄组成，这些都是旅游度假区。之前度假区通常拥有更多的自治权力。本市镇是立陶宛唯一不以中心城市或城镇命名的市镇。内林加这个名字是在苏联时期为新成立的行政单位而取的。

## 盾徽
在1968年设计的盾徽中包括当时各个村庄的黑白标识，字母N为新名字的首字母。